# Verwaltungsgericht Halle
Das Verwaltungsgericht Halle, ein Gericht der Verwaltungsgerichtsbarkeit, ist eines von zwei Verwaltungsgerichten in Sachsen-Anhalt. Es hat seinen Sitz in Halle (Saale). Präsident ist seit dem 3. November 2022 Andreas Pfersich.
Zum 1. Januar 2009 fusionierte das Verwaltungsgericht Halle mit dem Verwaltungsgericht Dessau und übernahm dessen Gerichtsbezirk.

## Gerichtsbezirk
Der Gerichtsbezirk umfasst nach der Fusionierung die Städte Halle (Saale) und Dessau-Roßlau sowie die Landkreise Saalekreis, Landkreis Mansfeld-Südharz, Burgenlandkreis, Anhalt-Bitterfeld und Wittenberg.

## Instanzenzug
Dem Verwaltungsgericht ist das Oberverwaltungsgericht des Landes Sachsen-Anhalt mit Sitz in Magdeburg übergeordnet. Dieses ist dem Bundesverwaltungsgericht in Leipzig untergeordnet.

## Gerichtsgebäude
Das Gericht ist im Justizzentrum Halle in der Thüringer Straße untergebracht.